# Mad Max (Computerspiel, 2015)
Mad Max ist ein Open-World-Computerspiel aus dem Jahr 2015. Das von Avalanche Studios entwickelte Actionspiel zum Mad-Max-Franchise wurde vom Rechteinhaber Warner Brothers in Auftrag gegeben und gepublished. Es erschien im selben Jahr wie der Film Mad Max: Fury Road.

## Handlung und Spielprinzip
Der titelgebende Protagonist Max Rockatansky, genannt Mad Max, streift als Einzelgänger mit seinem Fahrzeug durch die postapokalyptischen Ödlande, als er auf die Gang War Boys und ihren Anführer Scrotus trifft, den Sohn des Fury-Road-Antagonisten Immortan Joe. Die War Boys stehlen das Auto und Vorräte von Mad Max. Zwar gelingt es dem Protagonisten, Scrotus die eigene Kettensäge in den Kopf zu treiben, doch dieser kommt davon und lässt Max ohne seinen Wagen in der Wüste zurück. Mit der Unterstützung des Mechanikers Chumbucket macht der Protagonist sich auf, um Rache zu nehmen und sein Auto, den Interceptor, zurückzuerlangen. Dazu stellt Chumbucket ihm das Fahrzeug Magnum Opus zur Verfügung, das man über das Spiel hinweg mit besseren Teilen aufrüstet. Ziel des Spiels ist es, die von Scrotus beherrschte Stadt Gastown zu erreichen und den Antagonisten zu stellen. Währenddessen ist man in einer postapokalyptischen Open World unterwegs, in der man einerseits zum Überleben Wasser und Treibstoff für sein Fahrzeug sammeln muss und andererseits zum Vorankommen Schrott sammelt, Gegner in Fahrzeugen oder Festungen ausschaltet und Quests erledigt. Rennen und Fahrzeugkämpfe sind dabei essentieller Spielbestandteil, während es zu Fuß in einem an die Batman:-Arkham-Reihe von Rocksteady angelehnten Kampfsystem in den Nahkampf geht.

## Entwicklungsgeschichte
Angekündigt wurde das Spiel auf Sonys E3-Pressekonferenz 2013 und sollte ursprünglich bereits 2014 erscheinen. Im April 2014 wurde zusammen mit einem Trailer die Verschiebung auf das kommende Jahr bekannt gegeben. Die Entwicklung der ursprünglich angedachten Versionen für Xbox 360 und PlayStation 3 wurde eingestellt und als Releasetermin für Windows, Xbox One und PlayStation 4 wurde der 3. September 2015 bekanntgegeben. Mad Max erschien schließlich bereits am 1. September zusammen mit einem Day-Zero-Patch.

## Rezeption
Das Spiel erhielt laut Metacritic durchschnittliche Wertungen. Im Fazit des GameStar-Tests kritisiert der Autor, dass sich die Spielinhalte in den verschiedenen Territorien wiederholen und zieht den Vergleich zur Just-Cause-Reihe und Ubisoft-Open-World-Titeln. Während es bei Far Cry aber immerhin verschiedene Vegetationen zu entdecken gebe, wartet Mad Max nur mit Sand und Müllbergen auf. Das Spiel könne damit nur wenige Stunden unterhalten.

„Mad Max ist kein schlechtes Spiel. Es fängt den Charme der Vorlage hervorragend ein, und sollte Fans der Vorlage zufriedenstellen. Es ist dabei aber auch eintönig, zäh und ein wenig einfallslos.“

Schwestermagazin GamePro wertet im nahezu identischen Test die Xbox-One-Version des Spiels um zwei Punkte ab, da es dort zu massiven Einbrüchen der Bildrate komme.
Auch Der Spiegel erkennt Ähnlichkeiten zu Far Cry 2 und Einflüsse aus der ebenfalls von Avalanche entwickelten Just-Cause-Reihe und den Batman-Spielen sowie Mittelerde: Mordors Schatten von Warner Brothers.
PC Games bescheinigt eine saubere PC-Version.